# Регулируемый вредный организм
Регулируемый вредный организм (в защите растений) — согласно Международной конвенции по карантину и защите растений, это — карантинный вредный организм или регулируемый некарантинный вредный организм.
В защите растений регулируемые вредные организмы традиционно подразделяются на вредителей растений (позвоночных и беспозвоночных), возбудителей болезней растений и сорных растений (сорняков).
Постоянно действующий Секретариат Международной конвенции по защите растений» при Продовольственной и сельскохозяйственной организации ООН (ФАО) принял международные стандарты № 19 «Руководство по перечням регулируемых вредных организмов», № 21 «Анализ фитосанитарных рисков для регулируемых некарантинных вредных организмов» (2004 г.) и № 22 «Требования для выделения регионов низкого распространения вредных организмов» (2005 г.).
29 ноября 2006 г. Минагрополитики Украины приказом № 716 утвердило Перечень регулируемых вредных организмов. Он включает следующие категории: карантинные организмы, отсутствующие в стране; карантинные организмы, ограниченно распространенные на территории страны; регулируемые некарантинные вредные организмы. 
Этот перечень включает насекомых, болезни растений (грибковые, бактериальные, вирусные), нематод, сорняки.
Всероссийским НИИ защиты растений (ВИЗР) подготовлены перечни особо опасных и опасных вредных организмов .